# Alfonso Iturralde
Alfonso Iturralde (Mérida, Yucatán, 10 de octubre de 1949-Ciudad de México, 24 de julio de 2023)fue un actor mexicano conocido en el mundo de las telenovelas.

## Filmografía

### Telenovelas
- La desalmada (2021), Alberto Isubaki
- Médicos, línea de vida (2020), doctor Valero
- Like (2018 - 2019), Bernardo
- Papá a toda madre (2017 - 2018), Ángel Landeros
- Enamorándome de Ramón (2017), Pablo Méndez
- Tres veces Ana (2016), Bernardo Campos
- Quiero amarte (2014), Armando
- Qué pobres tan ricos (2013 - 2014), Luis Ruizpalacios Álvarez
- La tempestad (2013), padre Tomás Alcántara
- Amorcito corazón (2011 - 2012), Leopoldo Cordero
- La fuerza del destino (2011), Silvestre Galván
- En nombre del amor (2008 - 2009), como Juan, Juancho
- Querida enemiga (2008), Omar Armendáriz Vallejo
- Las tontas no van al cielo (2008), Javier
- Al diablo con los guapos (2007 - 2008), Eugenio Senderos
- Amor sin maquillaje (2007)
- La fea más bella (2006 - 2007), como Jacks Reinard
- Rebelde (2005 - 2006), Héctor Paz
- Sueños y caramelos (2005), Gerardo
- Apuesta por un amor (2004 - 2005), profesor Homero Preciado
- Bajo la misma piel (2003 - 2004), José María Barraza
- Alegrijes y rebujos (2003), Santiago Garza
- La otra (2002), Narciso Bravo
- Así son ellas (2002 - 2003), Alejandro
- Por un beso (2000 - 2001), Octavio Mendiola
- Carita de ángel (2000), doctor Luis Fragoso
- Siempre te amaré (2000), padre Pablo
- Cuento de Navidad (1999 - 2000), como invitado
- Por tu amor (1999), Rafael Luévano
- Preciosa (1998), Roberto San Román
- Mi querida Isabel (1996 - 1997), como Ernesto
- La culpa (1996), como Rafael Montalvo
- Azul (1996), como doctor Carlos Grimberg
- Marimar (1994), como Renato Santibáñez
- Entre la vida y la muerte (1993), como doctor Federico Gutiérrez
- El abuelo y yo (1992), como René Pérez-Villegas
- Ángeles blancos (1990), como Augusto
- Tiempo de amar (1987), como Carlos
- Monte Calvario (1986), como Roberto #1
- Principessa (1984), como Aníbal
- La pasión de Isabela (1984), como Sebastián Landeros
- La fiera (1983 - 1984), como Lupito #2
- Bianca Vidal (1982), como Humberto Carrillo
- El hogar que yo robé (1981), como Lisandro / Rodrigo Montemayor
- La hora del silencio (1978), como Nico

### Programas
- Como dice el dicho (2012 - 2018)
- La rosa de Guadalupe (2010 - 2019)
- Mujer, casos de la vida real (1990 - 2007)
- Bajo el mismo techo (2005), como Fernando Maldonado
- Videoteatros (1993)

### Cine
- La revancha (1995), como Luis
- El gato con gatas (1992), como Rogelio
- Palenque (1990), como Luis
- Burlesque (1980), como mesero
- Carita de primavera (1977), como Roberto